# Ivan Iumàixev
Ivan Stepànovitx Iumàixev (rus: Иван Степанович Юмашев; 27 de setembre de 1895 – 2 de setembre de 1972) va ser un almirall soviètic, Heroi de la Unió Soviètica i Comandant en Cap de les Forces Navals Soviètiques entre gener de 1947 fins a juliol de 1951.

## Biografia
Iumàixev era fill d'un treballador del ferrocarril, que s'uní a la Flota del Bàltic el 1912, després de graduar-se a la universitat. Serví com a fogoner, maquinista i va ser promogut a contramestre el 1917. Durant la Guerra Civil Russa serví a les flotilles del Volga i del Caspi. El 1921 era oficial d'artilleria al cuirassat Marat. El 1926 va ser destinat a la Flota del Mar Negre com a capità del creuer Komitern. Posteriorment comandà el creuer Profitern i diverses flotilles de destructors. El 1925 cursà estudis en cursos especials per a comandants de la flota; i el 1932 realitzà cursos de tàctica per a capitans a l'Acadèmia Naval.
A partir de 1934 és comandant de la Divisió de Destructors; i entre 1935 i 1937 és comandant de la brigada de creuers. El 28 de novembre de 1935 és nomenat oficial de bandera; i des de setembre de 1937, és Cap de l'Estat Major i el 1938, comandant de la Flota del Mar Negre. Des de març de 1939, Iumàixev va rebre el comandament de la Flota Soviètica de l'Oceà Pacífic, comandant-la durant la guerra contra el Japó. Quan va ser promogut a vicealmirall el 4 de juny de 1940, Iumàixev contribuí en gran manera al desenvolupament i enfortiment de la flota, a la construcció de bases navals, aeròdroms i defenses costaneres a l'Extrem Orient. El 31 de maig de 1943 va ser promogut al rang d'almirall. El 14 de setembre de 1945 va ser nomenat Heroi de la Unió Soviètica.
El 1947 va ser promogut a Comandant en Cap de la Marina Soviètica, sent nomenat alhora Ministre de la Marina, reemplaçant a Nikolai Kuznetsov. Iumàixev va realitzar una gran tasca per dotar a la Marina de vaixells de guerra i avions nous, així com per la gestió de fons per al desenvolupament del personal en les noves tecnologies. Entre 1941 i 1956 va ser membre candidat del Buró Polític del Comitè Central del PCUS, sent membre del Soviet Suprem entre 1950 i 1956. El 1951, l'almirall Kuznetsov tornà al seu càrrec i Iumàixev va ser nomenat adjunt del Soviet Suprem i director de l'Acadèmia Naval.
Va retirar-se el 1957, i va morir a Leningrad el 2 de setembre de 1972. En honor seu es batejà com Almirall Iumàixev un creuer classe Kresta II.

## Condecoracions
- Heroi de la Unió Soviètica
- Orde de Lenin (6)
- Orde de la Bandera Roja (3)
- Orde de l'Estrella Roja
- Medalla de la victòria sobre Alemanya en la Gran Guerra Patriòtica 1941-1945
- Medalla per la victòria sobre el Japó
- Medalla del 20è Aniversari de la Victòria en la Gran Guerra Patriòtica
- Medalla del 20è Aniversari de l'Exèrcit Roig
- Medalla del 30è Aniversari de l'Exèrcit i l'Armada Soviètics
- Medalla del 40è Aniversari de les Forces Armades Soviètiques
- Medalla del 50è Aniversari de les Forces Armades Soviètiques
- Medalla del Centenari de Lenin